# Dae-dong
Dae-dong (koreanska: 대동) är en stadsdel i staden Daejeon i  den centrala delen av Sydkorea, 140 km söder om huvudstaden Seoul. Den ligger i stadsdistriktet Dong-gu.